# Cheick Tioté
Cheik Ismaël Tioté (Yamusukro, Costa de Marfil; 21 de junio de 1986-Pekín, China; 5 de junio de 2017)fue un futbolista marfileño que jugaba de centrocampista.

## Trayectoria
Comenzó su carrera profesional en el Anderlecht y en la temporada 2007-08 se incorporó al Roda JC Kerkrade. Posteriormente, pasó a jugar en el Twente hasta que, en 2010, fichó por el Newcastle United inglés, donde jugó durante 7 años.
En 2017 hace oficial su fichaje por el club chino Beijing Baxy FC de la segunda división de China.

## Fallecimiento
Cheick murió en Pekín el 5 de junio de 2017 a consecuencia de un ataque cardíaco durante una sesión de entrenamiento con su equipo, el Beijing Enterprises. Sintió un colapso, lo que le impidió continuar con las prácticas, desplomándose en el suelo, para posteriormente ser llevado al hospital, lugar donde fue confirmada su muerte a causa de un paro cardíaco.

## Selección nacional
Fue internacional con la selección marfileña y disputó la Copa Mundial de Fútbol de 2010 y de 2014.

### Participaciones en la Copa del Mundo
| Mundial                        | Sede      | Resultado    |
| ------------------------------ | --------- | ------------ |
| Copa Mundial de Fútbol de 2010 | Sudáfrica | Primera fase |
| Copa Mundial de Fútbol de 2014 | Brasil    | Primera fase |

## Clubes
| Club                   | País         | Año       |
| ---------------------- | ------------ | --------- |
| R. S. C. Anderlecht    | Bélgica      | 2005-2007 |
| Roda JC Kerkrade       | Países Bajos | 2007-2008 |
| F. C. Twente           | Países Bajos | 2008-2010 |
| Newcastle United F. C. | Inglaterra   | 2010-2017 |
| Beijing Baxy FC        | China        | 2017      |

## Palmarés

### Campeonatos nacionales
| Título                        | Club         | País         | Año  |
| ----------------------------- | ------------ | ------------ | ---- |
| Eredivisie                    | F. C. Twente | Países Bajos | 2010 |
| Supercopa de los Países Bajos | F. C. Twente | Países Bajos | 2010 |

### Copas internacionales
| Título                    | Club                | País              | Año  |
| ------------------------- | ------------------- | ----------------- | ---- |
| Copa Africana de Naciones | Selección marfileña | Guinea Ecuatorial | 2015 |